# سيرجيو أوراين
سيرجيو أوراين (بالإسبانية: Sergio Unrein)‏ (16 يونيو 1991 بسانتياغو ديل استيرو في الأرجنتين - ) هو لاعب كرة قدم أرجنتيني في مركز الهجوم. لعب مع بوكا جونيورز وخوان أوريتش وديبورتيفو نوبلينس ‏ وClub Atlético Fénix ‏.

## روابط خارجية
- سيرجيو أوراين على موقع قاعدة بيانات كرة القدم.إي يو (الإنجليزية)
- سيرجيو أوراين على موقع Soccerway.com (الإنجليزية)